# Endrunde der Deutschen Mannschaftsmeisterschaft im Schach 1978
Die Endrunde der Deutschen Mannschaftsmeisterschaft im Schach 1978 fand vom 2. bis 4. Juni in Bad Kissingen statt. Über die viergleisige Bundesliga hatten sich der Delmenhorster SK (Gruppe Nord), Königsspringer Frankfurt (Gruppe West), der SK Heidelberg (Gruppe Südwest) und der SC 1868 Bamberg (Gruppe Süd) qualifiziert.

## 1. Runde
In der 1. Runde besiegte sowohl der Titelverteidiger SC 1868 Bamberg den SK Heidelberg als auch der Mitfavorit Königsspringer Frankfurt den Delmenhorster SK.
| Brett | SK Heidelberg         | SC 1868 Bamberg     | 2,5:5,5 |
| ----- | --------------------- | ------------------- | ------- |
| 1     | Georg Nippgen         | Helmut Pfleger      | 0:1     |
| 2     | Eberhard Nonnenmacher | Hans-Günter Kestler | 1:0     |
| 3     | Wilfried Gscheidlen   | Bernd Feustel       | 0:1     |
| 4     | Helmut Neunhöffer     | Gerd Treppner       | 0:1     |
| 5     | Siegfried Kalbitzer   | Wolfram Hartmann    | 0,5:0,5 |
| 6     | Rudolf Gobauer        | Gerald Hartmann     | 0:1     |
| 7     | Gerhard Biebinger     | Jürgen Teufel       | 1:0     |
| 8     | Wolfram Berner        | Volkhard Rührig     | 0:1     |

| Brett | Königsspringer Frankfurt | Delmenhorster SK   | 6:2     |
| ----- | ------------------------ | ------------------ | ------- |
| 1     | Bela Soos                | Reiner Franke      | 1:0     |
| 2     | Dieter Mohrlok           | Jón Hálfdanarson   | 1:0     |
| 3     | Peter Staller            | Claus Dieter Meyer | 1:0     |
| 4     | Wolfram Bialas           | Ralf Lau           | 1:0     |
| 5     | Gerhard Fahnenschmidt    | Haukur Angantýsson | 1:0     |
| 6     | Jürgen Haakert           | Thomas Hickl       | 0,5:0,5 |
| 7     | Egon Kurz                | Karl Juhnke        | 0:1     |
| 8     | Hans-Joachim Clara       | Manfred Dornieden  | 0,5:0,5 |

## 2. Runde
Auch in der 2. Runde blieben sowohl der SC 1868 Bamberg als auch Königsspringer Frankfurt siegreich, wobei die Bamberger mit einem halben Brettpunkt Vorsprung in die Schlussrunde gingen.
| Brett | SC 1868 Bamberg     | Delmenhorster SK   | 5,5:2,5 |
| ----- | ------------------- | ------------------ | ------- |
| 1     | Lothar Schmid       | Reiner Franke      | 0,5:0,5 |
| 2     | Hans-Günter Kestler | Jón Hálfdanarson   | 1:0     |
| 3     | Bernd Feustel       | Claus Dieter Meyer | 0,5:0,5 |
| 4     | Gerd Treppner       | Ralf Lau           | 0,5:0,5 |
| 5     | Wolfram Hartmann    | Thomas Hickl       | 1:0     |
| 6     | Gerald Hartmann     | Manfred Dornieden  | 0:1     |
| 7     | Jürgen Teufel       | Haukur Angantýsson | 1:0     |
| 8     | Volkhard Rührig     | Karl Juhnke        | 1:0     |

| Brett | SK Heidelberg         | Königsspringer Frankfurt | 3,5:4,5 |
| ----- | --------------------- | ------------------------ | ------- |
| 1     | Georg Nippgen         | Bela Soos                | 0:1     |
| 2     | Eberhard Nonnenmacher | Dieter Mohrlok           | 0,5:0,5 |
| 3     | Wilfried Gscheidlen   | Peter Staller            | 0,5:0,5 |
| 4     | Helmut Neunhöffer     | Gerhard Fahnenschmidt    | 0,5:0,5 |
| 5     | Siegfried Kalbitzer   | Wolfram Bialas           | 0:1     |
| 6     | Hans-Jörg Reichstein  | Jürgen Haakert           | 0:1     |
| 7     | Gerhard Biebinger     | Hans-Joachim Clara       | 1:0     |
| 8     | Wolfram Berner        | Egon Kurz                | 1:0     |

## 3. Runde
Bamberg hätte zur erneuten Titelverteidigung ein 4:4 gegen Königsspringer Frankfurt gereicht, musste sich aber mit 3,5:4,5 geschlagen geben, so dass Frankfurt deutscher Meister wurde. Delmenhorst und Heidelberg trennten sich 4:4, so dass Heidelberg den dritten Platz holte.
| Brett | Königsspringer Frankfurt | SC 1868 Bamberg     | 4,5:3,5 |
| ----- | ------------------------ | ------------------- | ------- |
| 1     | Dieter Mohrlok           | Helmut Pfleger      | 0,5:0,5 |
| 2     | Bela Soos                | Lothar Schmid       | 0,5:0,5 |
| 3     | Peter Staller            | Hans-Günter Kestler | 0,5:0,5 |
| 4     | Wolfram Bialas           | Bernd Feustel       | 1:0     |
| 5     | Gerhard Fahnenschmidt    | Gerd Treppner       | 0,5:0,5 |
| 6     | Jürgen Haakert           | Gerald Hartmann     | 1:0     |
| 7     | Hans-Joachim Clara       | Jürgen Teufel       | 0,5:0,5 |
| 8     | Egon Kurz                | Volkhard Rührig     | 0:1     |

| Brett | Delmenhorster SK   | SK Heidelberg         | 4:4     |
| ----- | ------------------ | --------------------- | ------- |
| 1     | Reiner Franke      | Eberhard Nonnenmacher | 0,5:0,5 |
| 2     | Jón Hálfdanarson   | Georg Nippgen         | 0:1     |
| 3     | Claus Dieter Meyer | Helmut Neunhöffer     | 1:0     |
| 4     | Ralf Lau           | Siegfried Kalbitzer   | 1:0     |
| 5     | Egon Ditt          | Rudolf Gobauer        | 0:1     |
| 6     | Manfred Dornieden  | Hans-Jörg Reichstein  | 0,5:0,5 |
| 7     | Haukur Angantýsson | Wolfram Berner        | 1:0     |
| 8     | Karl Juhnke        | Gerhard Biebinger     | 0:1     |

## Abschlusstabelle
|    | Verein                   | Sp | G | U | V | MP  | Brett-P.  |
| -- | ------------------------ | -- | - | - | - | --- | --------- |
| 1. | Königsspringer Frankfurt | 3  | 3 | 0 | 0 | 6:0 | 15,0:9,0  |
| 2. | SC 1868 Bamberg          | 3  | 2 | 0 | 1 | 4:2 | 14,5:9,5  |
| 3. | SK Heidelberg            | 3  | 0 | 1 | 2 | 1:5 | 10,0:14,0 |
| 4. | Delmenhorster SK         | 3  | 0 | 1 | 2 | 1:5 | 8,5:15,5  |

## Die Meistermannschaft
| 1.            | Königsspringer Frankfurt |
| Schachfiguren | Bela Soos, Dieter Mohrlok, Peter Staller, Wolfram Bialas, Gerhard Fahnenschmidt, Jürgen Haakert, Hans-Joachim Clara, Egon Kurz. |